# Pulpectomie
Ne doit pas être confondu avec Pulpotomie.
La pulpectomie est une pratique médicale d'odontologie consistant en l'éviction de la totalité de la pulpe dentaire.
Ce terme est également employé pour d'autres organes : pulpectomie testiculaire, consistant à enlever le testicule en laissant l'enveloppe en place.

## En dentisterie
La pulpectomie est nécessaire lorsque la dent doit être dévitalisée (biopulpectomie), ou qu'elle est déjà nécrosée. Elle constitue la première partie du traitement endodontique et est réalisée à l’aide des limes endodontiques.
Elle est généralement précédée d'une anesthésie locale.